# Gary Felsenfeld
Gary Felsenfeld (* 18. November 1929 in New York City; † 1. Mai 2024) war ein US-amerikanischer Molekularbiologe.

## Leben
Felsenfeld absolvierte nach dem Besuch der Stuyvesant High School in Manhattan 1947 ein Studium in den Fächern Biologie und Physikalische Chemie an der Harvard University sowie dem California Institute of Technology (CALTECH), ehe er mit Unterstützung eines Stipendiums der National Science Foundation ein postgraduales Studium an der University of Oxford absolvierte.
Nach Beendigung seiner Studien wurde er 1961 Leiter der Abteilung für physikalische Chemie des Labors für Molekularbiologie des National Institute for Digestive and Kidney Diseases, eine der Einrichtungen der National Institutes of Health, in Washington, D.C.
Dabei beschäftigte er sich insbesondere mit der Assoziation regulatorischer Proteinmoleküle mit dem Chromatin, wobei er mit Hilfe des DNA-Footprinting die genaue Position auf der DNA und die Interaktion zwischen den Proteinmolekülen untersuchte, die die Expression der Globingene regulieren. Zu seinen Forschungsassistenten gehörte zwischen 1971 und 1973 auch Howard Cedar sowie später Alan Wolffe.
1976 wurde er zum Mitglied in die National Academy of Sciences (NAS) gewählt, 1981 in die American Academy of Arts and Sciences. Seit 1980 ist er Fellow der American Association for the Advancement of Science.
Für 2016 wurde ihm der Louisa-Gross-Horwitz-Preis zugesprochen (gemeinsam mit Howard Cedar und Aharon Razin).